# Łabunie
Łabunie este o arie protejată (sit de importanță comunitară — SCI) din Polonia întinsă pe o suprafață de 311,41 ha, integral pe uscat.

## Localizare
Centrul sitului Łabunie este situat la coordonatele 50°38′41″N 23°25′11″E / 50.6448°N 23.4197°E.

## Înființare
Situl Łabunie a fost declarat sit de importanță comunitară în octombrie 2009 pentru a proteja 1 specie de plante și 1 specie de animale.

## Biodiversitate
Situată în ecoregiunea continentală, aria protejată conține 2 habitate naturale: Pajiști uscate seminaturale și facies de acoperire cu tufișuri pe substraturi calcaroase (Festuco-Brometalia) (* situri importante pentru orhidee), Păduri de stejar și carpen Galio-Carpinetum.
La baza desemnării sitului se află mai multe specii protejate:
- plante (1): papucul doamnei (Cypripedium calceolus)
- nevertebrate (1): Cucujus cinnaberinus

Pe lângă speciile protejate, pe teritoriul sitului au mai fost identificate 1 specie de plante.